# قور
قور (به عربی: القور) یک شهرداری در الجزایر است که در استان تلمسان واقع شده‌است.